# Urús
Urús är en kommun i Spanien.   Den ligger i provinsen Província de Girona och regionen Katalonien, i den nordöstra delen av landet, 500 km öster om huvudstaden Madrid. Antalet invånare är 201.